# Блемре (Мёрт и Мозель)
Блемре́ (фр. Blémerey) — коммуна во французском департаменте Мёрт и Мозель региона Лотарингия. Относится к  кантону Бламон.	

## География
Блемре	расположен в 45 км к востоку от Нанси и в 9 км к северо-западу от центра кантона Бламон. Через деревню протекает ручей Лентре. Соседние коммуны: Рейон на северо-востоке, Шазель-сюр-Альб на востоке, Сен-Мартен и Эрбевиллер на юго-востоке, Фремениль на юго-западе, Домжевен на западе, Вео на северо-западе.

## История
- В XVII веке в результате поголовных эпидемий, разоривших Лотарингию, деревня Блемре практически полностью вымерла так же, как и соседние Репе, Отрепьер, Барба и Фремонвиль.
- В 1531 году в деревне была построена мельница.
- Коммуна Рейон на северо-востоке от деревни раньше входила в Блемре.

## Демография
Население коммуны на 2010 год составляло 61 человек.
| 1962 | 1968 | 1975 | 1982 | 1990 | 1999 | 2010 |
| ---- | ---- | ---- | ---- | ---- | ---- | ---- |
| 49   | 50   | 49   | 56   | 58   | 58   | 61   |